# 9060 Toyokawa
9060 Toyokawa este un asteroid din centura principală de asteroizi.

## Descriere
9060 Toyokawa este un asteroid din centura principală de asteroizi. A fost descoperit pe 4 septembrie 1992 la Kiyosato de Satoru Ōtomo. El prezintă o orbită caracterizată de o semiaxă mare de 2,20 ua, o excentricitate de 0,19 și o înclinație de 2,5° în raport cu ecliptica.